# Бреда (порода курей)
Бреда (нід. Breda) — порода курей м'ясо-яєчного напрямку.

## Історія
Порода виведена у середині XIX cnjksnnz в Нідерландах у районі міста Бреда, звідси і назва породи. Поширюватися в Європі стала після виставки в Берліні у 1869 році.

## Особливості породи
Півні важать 2-2,5 кг, а кури 1-2 кг. Оперення птиці може бути білим, сріблястим, чорним або блакитним. Представники породи мають масивне тіло, дуже густе оперення птиці, шию середньої довжини, глибоко посаджені груди, невеликий чубчик, овальну форму червоних і довгих сережок, білі вушні мочки та великі ноги.

## Продуктивність
Кури несуть в середньому по 160 яєць, а самиці старше двох років — 120 яєць. Яйця білого забарвлення, вагою 55 г.